# Никодем, Бедржих
Фридрих (Бедржих) Никодем (нем. Friedrich Nikodem, чеш. Bedřich Nikodém, 12 августа 1909 — 19 июля 1970) — чехословацкий музыкант и спортсмен, призёр чемпионатов мира по настольному теннису.

## Биография
Родился в 1909 году в Вене (Австро-Венгрия) в семье инженера. В 1921 году семья переехала в Брно (Чехословакия). Следуя воле отца, Фриц Никодем получил инженерное образование в Праге, однако его больше интересовали спорт и музыка. В конце 1920-х он был одним из лучших в Чехословакии игроков в настольный теннис, и в 1929—1933 годах входил в сборную страны.
Впоследствии он полностью переключился на музыку. В годы Великой депрессии он зарабатывал на жизнь, играя на пианино в баре, под псевдонимом «Ники Немец» (чеш. Niki Němec) участвовал в деятельности различных джаз-оркестров. В этот период начали набирать популярность и песни, написанные им самим; с 1935 года он начал сотрудничать с музыкальным издателем Моймиром Урбанеком.
В 1940-х годах полностью посвятил себя музыке в жанре «свинг», некоторые из его композиций 1950-х стали классикой. В 1960-х его интересы сместились к рок-н-роллу. Также в этот период он был автором текстов и режиссёром, действовал в качестве агента таких начинающих музыкантов, как Карел Свобода, и братья Йиржи и Ладислав Штайдл.
В 1970 году скончался от инфаркта.